# Stefan Mareczko
Stefan Mareczko ps. „Remigrot” (ur. 3 sierpnia 1920 w Zakrzówku, zm. 27 czerwca 2015) – uczestnik II wojny światowej, funkcjonariusz aparatu bezpieczeństwa PRL i Milicji Obywatelskiej.

## Życiorys
Był synem Franciszka i Rozalii Mareczków. Należał do Związku Harcerstwa Polskiego oraz do Strzelca. Po wybuchu wojny walczył jako żołnierz w kampanii wrześniowej. Dostał się do niewoli niemieckiej i dalszą część wojny przebywał w obozach jenieckich w: Przemyślu, Altengrabow, Ziegenheim, Kassel oraz w Trewirze nad Mozelą. W 1942 po ciężkim zranieniu został zwolniony z obozu i wrócił do Zakrzówka. W 1943 wstąpił do Polskiej Partii Robotniczej, a później do Towarzystwa Przyjaźni Polsko-Radzieckiej oraz Polskiej Zjednoczonej Partii Robotniczej. W latach 1945–1955 był funkcjonariuszem aparatu bezpieczeństwa w WUBP w Kielcach i MUBP w Radomiu. Następnie pracował w Milicji Obywatelskiej. W 1946 odznaczony Srebrnym Krzyżem Zasługi, a jako prezes WRŁ Medalem św. Huberta oraz Medalem za Zasługi dla Łowiectwa Lubelszczyzny.

## Publikacje
- Walka z reakcyjnym podziemiem w Kieleckiem. Warszawa 1967.